# Batheaston
Batheaston est un village du Somerset en Angleterre. Le village est situé à 3 km de Bath.

## Jumelage
- Oudon (France) (2005)